# Tiranni di Agrigento
Questa è la lista dei tiranni di Agrigento prima della dominazione romana. La città di Agrigento (Akragas) fu fondata nel 581 a.C. da geloi originari di Rodi e Creta; ecisti furono Aristonoo e Pistilo. Praticamente si instaurò la tirannide fin dall'inizio.
- Falaride (570 a.C. - 554 a.C.)[1]
- Telemaco (554 a.C. - ?)
- Alcamene e Alcandro (?)
- Terone (489 a.C. - 472 a.C.)[2]
- Trasideo (472 a.C.)[3]

Nel 472 a.C. Trasideo venne sconfitto da Gerone di Siracusa: Akragas istituisce così un governo democratico (retto tra gli altri da Empedocle) ma entra nella sfera dell'influenza siracusana. Nel 406 a.C. la città viene occupata dai Cartaginesi e nel 339 a.C. la città fu assoggettata da Timoleonte e rientrò a far parte dello Stato siceliota con capitale Siracusa.
- Finzia (284 a.C. - 280 a.C.)
- Sosistrato (279 a.C. - 277 a.C.)[4]

Nel 277 a.C. la città fu presa da Pirro e poi restituita a Siracusa. Nel 262 a.C. venne conquistata dalla repubblica romana e da quel momento seguì le sorti della Sicilia.